# Beniardá (kommun)
Beniardá är en kommun i Spanien.   Den ligger i provinsen Provincia de Alicante och regionen Valencia, i den östra delen av landet, 400 km sydost om huvudstaden Madrid. Antalet invånare är 248. Arean är 15,7 kvadratkilometer. Beniardá gränsar till Benifató, Benimantell, Castalla, Castell de Castells, Famorca och Confrides. 
Terrängen i Beniardá är kuperad.